# Кладьковский сельсовет
Кладьковский сельсовет — упразднённая административно-территориальная единица, существовавшая на территории Московской губернии и Московской области до 1979 года.
Кладьковский сельсовет был образован в первые годы советской власти. По данным 1919 года он входил в состав Усмерской волости Бронницкого уезда Московской губернии.
По данным 1926 года в состав сельсовета входил 1 населённый пункт — деревня Кладьково.
В 1929 году Кладьковский с/с был отнесён к Воскресенскому району Коломенского округа Московской области.
17 июля 1939 года к Кладьковскому с/с был присоединён Луневский сельсовет (селения Лунево и Муравлево).
14 июня 1954 года Кладьковский с/с был упразднён, а его территория передана в Осташовский сельсовет.
27 августа 1958 года Осташовский с/с был переименован в Кладьковский, в состав которого вошли селения Игнатьево, Кладьково, Климово, Лунево и Муравлево.
30 декабря 1962 года Воскресенский район был упразднён и Кладьковский с/с вошёл в Люберецкий сельский район. 
21 ноября 1964 года Люберецкий сельский район был переименован в Люберецкий, в состав которого вошёл Кладьковский с/с.
11 января 1965 года Кладьковский с/с был возвращён в восстановленный Воскресенский район.
30 мая 1978 года в Кладьковском с/с было упразднено селение Климово.
2 октября 1979 года Кладьковский сельсовет был упразднён. При этом все его населённые пункты (Муравлево, Игнатьево, Кладьково и Лунево) были переданы в подчинение рабочему посёлку Лопатинский.